# Ray Strachey
Ray Strachey, född 1887, död 1940, var en brittisk författare och rösträttskvinna. Hon var deltagare i Inter-Allied Women's Conference i Paris år 1919.